# Planeta 11
Planeta 11 – multimedialna biblioteka, filia Miejskiej Biblioteki Publicznej w Olsztynie.
Biblioteka została otwarta we wrześniu 2004 w miejscu dawnej kawiarni „Andromeda”, tuż obok olsztyńskiego planetarium i BWA. Biblioteka powstała w ramach projektu „Biblioteki dla Młodych Klientów” Fundacji Bertelsmanna, a głównym wykonawcą była firma „Zakład Usług Inwestycyjnych Inwest-Serwis” z Olsztyna. Jest to koncepcja biblioteki jako placówki multimedialnej, dostosowanej do potrzeb młodych czytelników.
Biblioteka prowadzi usługi wypożyczania książek (w tym także „książek mówionych”), płyt muzycznych, filmów na DVD i blu-ray oraz gier na konsole Playstation i Xbox. Możliwy jest również dostęp do internetu i bezpłatna sieć wifi. Planeta 11 organizuje także szereg imprez, m.in. kawiarenki językowe, Planetarny Klub Filmowy, bieg z książką „Zaczytani-Zabiegani”. 
3 kwietnia 2025 roku biblioteka została otwarta w tymczasowej siedzibie w Hali "Urania".